# 카난 바나나

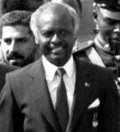
카난 바나나

카난 소딘도 바나나(영어: Canaan Sodindo Banana, 1907년 3월 5일~2000년 11월 10일)는 짐바브웨의 초대 대통령이었다. 

## 생애
바나나는 1936년 은데벨레 족 어머니와 말라위계 아버지 사이에서 태어났다. 1961년, 자넷 바나나와 결혼했다. 로디지아 시절 백인 독재정권에 맞서 싸웠으며 여러 번 투옥되었다. 결국 백인 독재 정권을 몰아내고 짐바브웨가 건국되자 1980년 짐바브웨의 초대 대통령이 되었다.
1987년 퇴임 후 로버트 무가베에 의해 강제로 축출되었으며 동성애 혐의로 투옥된 후 권리를 서서히 박탈당하였다. 이러한 정치적 박해에 따라서 바나나는 인접 국가인 우간다로 탈출했다. 이후 영국으로 망명한 뒤 생활하다가 2003년 런던에서 암으로 사망하였다. 그가 짐바브웨의 대통령으로 있던 시기는 전두환 대한민국 대통령의 임기와 일치한다.
바나나의 가족들은 로버트 무가베 치세기간 내내 런던에서 살고 있다가 에머슨 음낭가과가 짐바브웨의 대통령이 되자 에머슨 음낭가과의 배려로 짐바브웨로 귀국했다.

## 역대 선거 결과
| 선거명      | 직책명          | 대수 | 정당                                    | 득표율 | 득표수      | 결과 | 당락 |
| ----------- | --------------- | ---- | --------------------------------------- | ------ | ----------- | ---- | ---- |
| 1980년 선거 | 짐바브웨 대통령 | 1대  | 짐바브웨 아프리카 민족 연맹 - 애국 전선 | 63.0%  | 1,668,992표 | 1위  |      |
| 1985년 선거 | 짐바브웨 대통령 | 1대  | 짐바브웨 아프리카 민족 연맹 - 애국 전선 | 77.2%  | 2,233,320표 | 1위  |      |